# Myrmarachne linguiensis
Myrmarachne linguiensis este o specie de păianjeni din genul Myrmarachne, familia Salticidae, descrisă de Zhang Y, Song D., Zhu M. în anul 1992. Conform Catalogue of Life specia Myrmarachne linguiensis nu are subspecii cunoscute.